# El complot mongol
El complot mongol es un libro escrito por Rafael Bernal, publicado en 1969 y considerado por críticos y estudiosos como fundador del género de la novela negra en México. Cuenta con diversas reediciones, adaptaciones al cine –la más reciente estrenada en 2019–, así como versiones en formato de radionovela y novela gráfica. 
A pesar de los diversos soportes en los que ha circulado la obra y de su carácter casi mítico, se trata de un libro poco conocido para el público en general. 
La historia, ubicada en la década de 1960, se centra en un supuesto complot orquestado por China en México para matar al presidente de Estados Unidos. Filiberto García, detective de la Ciudad de México, deberá impedir que esto ocurra, para lo cual deberá aliarse con agentes del FBI y el KGB, y adentrarse en el Barrio Chino de la capital mexicana.

## Sinopsis
Ubicada en la década de 1960 en la Ciudad de México, la historia se centra en la figura de Filiberto García, detective privado y eventual colaborador de la policía capitalina. Con pocos escrúpulos, con conexiones en los barrios bajos de la ciudad y formado como asesino al calor de la Revolución Mexicana, en esta ocasión las autoridades mexicanas reclutan a García al enterarse de un supuesto plan para asesinar al presidente de Estados Unidos en su próximo viaje a México y el cual sería orquestado por China. 
Los informes sobre este complot llegan a través de los servicios de espionaje estadounidense y rusos. De esta forma, los espías del FBI y el KGB, Graves y Laski, respectivamente, se convertirán en aliados y obstáculos para la investigación de García en el Barrio Chino de la capital mexicana.
Filiberto García descubre poco a poco una trama compleja, donde nadie confiesa sus verdaderos intereses, y donde reafirma la peculiar forma de ver la vida, la muerte y la venganza de la comunidad china en México. 
A la intriga internacional se agregará el interés del protagonista por Martita, joven china-latina.

## Obra fundacional
Aunque se le considera como la obra fundadora de la novela negra en México, El complot mongol está construida sobre las convenciones del subgénero de la novela de espías, recurriendo además a elementos de la citada novela negra y del thriller. También ha sido considerada como la primera muestra del género neopoliciaco latinoamericano, el cual abreva de la novela negra estadounidense pero abordando temas de relevancia nacional. En particular, en el trabajo de Bernal se reconoce la influencia de los máximos exponentes estadounidenses de la llamada hard-boiled novel, Dashiell Hammet y Raymond Chandler.
Además de su carácter fundacional, algunos autores afirman que es una de las mejores novelas mexicanas del siglo XX debido a su tono, su profundidad y su conocimiento preciso de la psique mexicana.
La trama se ubica al principio de la década de 1960 y hace una «oscura radiografía» de México que coincide con el ambiente que prevalece tras la matanza de Tlatelolco, ocurrida un año antes de la publicación de la novela.
A pesar de que la narrativa privilegia los espacios urbanos y la tendencia de la época por mostrar la modernidad de las urbes y alejarse del provincialismo, la novela se distancia de forma evidente del espíritu de cambio social que experimenta el país y Latinoamérica, particularmente aquel que inyectó la Revolución cubana. Así, El complot mongol se inscribe más bien en otra vertiente de la literatura nacional que sigue incorporando a la Revolución Mexicana o sus secuelas, al menos de manera tangencial. Igualmente, su forma contrasta con las tendencias de la época ya que se trata de una historia más bien lineal y carente de experimentos estilísticos, como se ven sobre todo en la llamada Literatura de la Onda, en boga durante la segunda mitad de la década de 1960.
No sería arriesgado decir que esta indeterminación o resistencia de la novela a abrazar una sola corriente, tiene que ver otro tanto con su carácter fundacional y con su papel en el fortalecimiento de un género hasta entonces extraño a la narrativa mexicana: la novela policiaca. Bernal dio con El complot mongol no sólo su obra más importante, sino las coordenadas que en lo sucesivo habrían de determinar los derroteros del género policial en México. Heredera de Dashiell Hammett y Raymond Chandler, pero también deudora de una tradición que tiene en escritores como Rodolfo Usigli, Vicente Leñero, Enrique F. Gual y María Elvira Bermúdez las primeras semillas del relato policial.

## Adaptaciones

### Cine
- El complot mongol  (1978)

Director y adaptación de guion: Antonio Eceiza.
Elenco:
Pedro Armendáriz Jr. — Filiberto García
Ernesto Gómez Cruz — Licenciado
Blanca Guerra — Martita
- El complot mongol (2019)

Director y adaptación de guion: Sebastián del Amo
Elenco:
Damián Alcázar — Filiberto García
Roberto Sosa — Licenciado
Bárbara Mori — Martita Fong
Eugenio Derbez — Rosendo del Valle
Ari Brickman — Richard Graves
Gustavo Sánchez Parra — Fumanchú
Xavier López "Chabelo" — Coronel

### Radio
- El complot mongol (1989) (radionovela, 11 episodios)

Productor: Edmundo Cepeda
Guion: Joaquín Garrido y Juan Carlos Colombo
Elenco: Rafael Velasco, Eduardo López Rojas, Juan Carlos Colombo, Leticia Valenzuela, Joaquín Garrido, Carlos Pichardo.

### Novela gráfica
- El complot mongol (2000)

Un solo volumen; proyecto inconcluso.
Editorial Vid.
- El complot mongol (2017)

Guion: Luis Humberto Crosthwaite
Dibujo: Ricardo Peláez Goycochea
Editorial: Fondo de Cultura Económica y Joaquín Mortiz
Premio CANIEM 2017, categoría Ficción, Narrativa para adultos.